# Islas Sakishima
Las islas Sakishima (en japonés: 先島諸島; Sakishima shotō; okinawense: Sachishima) son un archipiélago situado en el extremo sur del archipiélago japonés. Son parte de las Islas Ryukyu, e incluyen las islas Miyako y las islas Yaeyama. Las islas son administradas como parte de la prefectura de Okinawa, al sur de Japón.

## Historia
La mayoría de las islas Sakishima cayeron bajo control de Ryukyu en 1500. Yonaguni, sin embargo, se mantuvo independiente hasta 1522.
El terremoto de Yaeyama en 1771 provocó un tsunami que mató a 12.000, o a la mitad de toda la población de las Sakishima.
Después de la Restauración Meiji, en 1872, el gobierno japonés abolió el Reino Ryukyu y se incorporan las islas como parte de Japón. La dinastía Qing de China, sin embargo, se opuso a la acción, afirmando la soberanía sobre el antiguo reino.
China cedió efectivamente sus pretensiones de soberanía sobre las islas Ryukyu, incluidas las islas Sakishima, tras su derrota a manos de Japón en la guerra sino-japonesa de 1894-1895. Las desiertas islas Senkaku fueron incorporadas también en Japón en esta época.
A diferencia de la isla de Okinawa, las islas Sakishima no sufrieron una guerra terrestre durante la Segunda Guerra Mundial. Sin embargo, sufrieron ataques aéreos y bombardeos navales en 1945.
Las autoridades de ocupación de Estados Unidos declararon el establecimiento del régimen militar en diciembre de 1945, la restauración de la subprefectura Miyako y la subprefectura Yaeyama. La asociación local dejó de existir. En 1952, el Tratado de San Francisco confirmó que estas islas volvían a estar bajo control estadounidense.
Las islas fueron devueltas a Japón en 1972, junto con otras partes de la prefectura de Okinawa.

## Islas
La islas Sakisima se extienden a lo largo de una cadena de grupos de islas de 280 kilómetros y cubren un área de 817 km². La población total de las islas era de 108.000 en 2005.
- Islas Miyako: 
  - Miyakojima
  - Ikema
  - Ogami
  - Irabu
  - Shimoji
  - Kurima
  - Minna
  - Tarama

- Islas Yaeyama: 
  - Iriomote
  - Ishigaki
  - Sotobanari
  - Taketomi
  - Kohama
  - Kuroshima
  - Aragusuku
  - Hatoma
  - Yubujima
  - Hateruma
  - Yonaguni

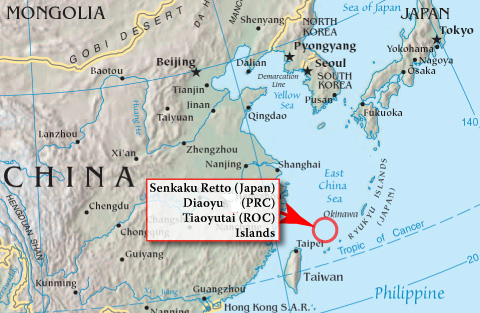
Las islas Senkaku están bajo soberanía de Japón, pero son reclamadas por la República Popular China y la República de China

- Islas Senkaku (Bajo soberanía de Japón, reclamadas por China y Taiwán): 
  - Uotsurijima
  - Kubajima
  - Taishojima
  - Kitakojima
  - Minamikojima